# Val van het kabinet-Balkenende II
De val van het Nederlandse kabinet-Balkenende II was een gevolg van de kabinetscrisis over het functioneren van minister Verdonk, ook wel de Ayaan-Crisis genoemd. De crisis vond plaats in juni 2006 en vond haar ontknoping op de 29e van die maand. Op de val van Balkenende-II volgde de formatie van het rompkabinet Balkenende III.

## Aanleiding
Op 11 mei 2006 zond het televisieprogramma Zembla een documentaire uit over het Nederlanderschap van het veelbesproken Tweede Kamerlid Ayaan Hirsi Ali. In de documentaire kwam aan de orde dat Hirsi Ali bij haar naturalisatie in 1997 gelogen had over haar achtergrond, en dat ze onder andere een valse naam (in haar vaderland, Somalië, heette ze Ayaan Hirsi Magan) en een foutieve geboortedatum had opgegeven. Dit was overigens niet onbekend: onder andere had Hirsi Ali er zelf in 2002 over gesproken in een televisieprogramma.

## Onderzoek naar Nederlanderschap
Minister voor Vreemdelingenzaken en Integratie Rita Verdonk besloot na de uitzending om opnieuw te gaan onderzoeken of Hirsi Ali wel terecht haar Nederlandse paspoort had verkregen, en of dat haar nog zou kunnen worden ontnomen. Op basis van een uitspraak van de Hoge Raad werd Hirsi Ali, net als Verdonk lid van de VVD, vooralsnog geacht het Nederlanderschap niet te hebben verkregen. Deze uitspraak leidde tot felle kritieken van Verdonks voorganger Hilbrand Nawijn, die ten tijde van Hirsi Ali's naturalisatie directeur was van de IND, enkele linkse politieke partijen, en een aantal VVD-politici.
In een Kamerdebat zegde minister Verdonk toe een motie van de Tweede Kamer uit te voeren die aandrong op een verdere studie naar de juistheid van deze conclusie. Zou hieruit volgen dat Hirsi Ali inderdaad geen Nederlanderschap had verkregen, dan moest Verdonk op zoek naar mogelijkheden om Hirsi Ali dit alsnog te laten verkrijgen.
Op 27 juni concludeerde minister Verdonk dat Hirsi Ali Nederlander mocht blijven, omdat zij op basis van Somalisch naamrecht gerechtigd was haar grootvaders naam Ali te voeren. Om 'de bewijsvoering hiervoor rond te krijgen' was verlangd dat door Hirsi Ali een verklaring zou worden ondertekend, waarin zij toegaf (en achteraf betreurde) via de media Verdonk op het verkeerde been te hebben gezet, door te verklaren dat haar werkelijke naam 'Magan' was.

## De nacht van Verdonk

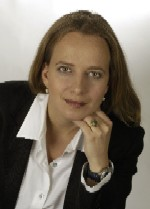
Lousewies van der Laan

Op 28 juni 2006 startte om 21.00 uur een debat, dat uiteindelijk tot 5.30 uur zou duren. Tijdens dit Kamerdebat barstte de bom, vooral toen minister-president Balkenende zich, in antwoord op vragen van VVD-fractievoorzitter Willibrord van Beek, liet ontglippen dat eerder genoemde verklaring zo was opgesteld omdat de Minister (bedoeld werd Verdonk) ermee moest kunnen leven.
D66, een van de drie coalitiepartijen, gaf tijdens dit debat aan de motie van afkeuring, die door GroenLinks was ingediend, te steunen. De motie werd door een Kamermeerderheid verworpen. D66-fractievoorzitter Lousewies van der Laan gaf aan dat er wat haar betreft toch iets moest gebeuren: de premier kiest voor Verdonk of voor D66, verklaarde zij in de Tweede Kamer.

## De val
De volgende dag, 29 juni, maakte het kabinet bekend zich unaniem niet geroepen te voelen om Verdonk te vervangen aangezien de motie van afkeuring was verworpen. Bovendien vonden CDA en VVD dat Verdonk prima gehandeld had. De D66-fractie zette daarop de eerder door Van der Laan gedane uitspraak om in daden en zegde de steun aan het gehele kabinet op. Later verklaarden verschillende fractieleden dat zij zich als regeringspartij niet geconfronteerd wilden zien met een minister in wie zij het vertrouwen verloren hadden.
Vervolgens trokken de ministers Alexander Pechtold en Laurens-Jan Brinkhorst, en staatssecretaris Medy van der Laan hun conclusie en boden hun ontslag aan. De overige kabinetsleden stelden, zo verklaarde premier Balkenende, hun functie ter beschikking van de koningin. Op 30 juni 2006 diende de premier het ontslag van de D66-bewindslieden in bij de Koningin. Zij ontving die middag nog de vicevoorzitter van de Raad van State en de voorzitters van de Eerste en Tweede Kamer voor consultatie over de ontstane situatie. Ruud Lubbers werd benoemd tot informateur van een volwaardig rompkabinet Balkenende III van CDA en VVD. Dit kabinet trad op 7 juli aan.